# Gulhuseyn Huseynoglu
 (mai 2024).
Gulhuseyn Huseynoglu (en azéri : Gülhüseyn Hüseyn oğlu Abdullayev; né le 16 octobre 1923 à Mollaoba du district Masallı (raion), en Azerbaïdjan et mort le 8 juillet 2013 à Bakou) est prosateur, critique littéraire azerbaïdjanais, membre de l'Union des écrivains d'Azerbaïdjan depuis 1958, docteur en philologie, professeur (1988), Écrivain du Peuple d'Azerbaïdjan (2005),.

## Biographie
Gulhuseyn Huseynoghlu Professeur du Département de littérature soviétique azerbaïdjanaise à l'Université d'État de Bakou, membre du conseil scientifique de la Faculté de philologie. Depuis 1942, il travaille à la rédaction du journal Kommunist. De 1945 à 1947, Gulhuseyn Huseynoglu travaille à la rédaction du journal Adabiyyat Gazeti. Il rejoint ensuite le département pédagogique du Théâtre des jeunes spectateurs, où il travaille pendant deux ans, de 1947 à 1948. En 1947, il est diplômé de l'Université d'État d'Azerbaïdjan. En 1948, il est accusé d'avoir créé une organisation secrète luttant pour l'indépendance de l'Azerbaïdjan. Il est l'un des fondateurs de l'organisation antisoviétique Ildırım. Le tribunal le condamne à 25 ans de prison. Au cours des années de réhabilitation soviétique en 1956, il est réhabilité et réintégre en tant qu'étudiant diplômé à l'Université d'État d'Azerbaïdjan. L'écrivain populaire Anar note que « Déjà dans sa jeunesse, il s'est battu pour l'indépendance de l'Azerbaïdjan et a été puni pour cela ». À son retour d'exil, Gulhusein muallim commence ses activités littéraires et scientifiques. Il était engagé dans des recherches sur l'œuvre du poète Mikayil Muchfig, sur lequel il écrit une monographie Muchfig. Vie et créativité.